# Nissan Atlas
Nissan Atlas — компактні вантажівки, які виготовляє японська компанія Nissan.
Вантажівка будується на UD Trucks для японського ринку, і альянсом Renault-Nissan для європейського ринку. Вантажівки Atlas малої вантажопідйомності (від 1 до 1,5 тонн) прийшли на зміну легким Nissan Cabstar і Prince Homer, а вантажівки середньої вантажопідйомності (від 2 до 4 тонн) замінили важкі Nissan Caball і Nissan Clipper. Перший автомобіль з шильдиком Atlas з'явився в грудні 1981 року. Назва походить від грецької міфології, де титан Атлант тримав на своїх плечах Землю.
Atlas так само відомий як Nissan Cabstar, Renault Maxity, Samsung SV110 і Ashok Leyland Partner, в залежності від місця експлуатації. Вантажівка продається по всьому світу.
З 2014 року продається під брендом UD Kazet.

### Перше покоління (F22) 1982–1991

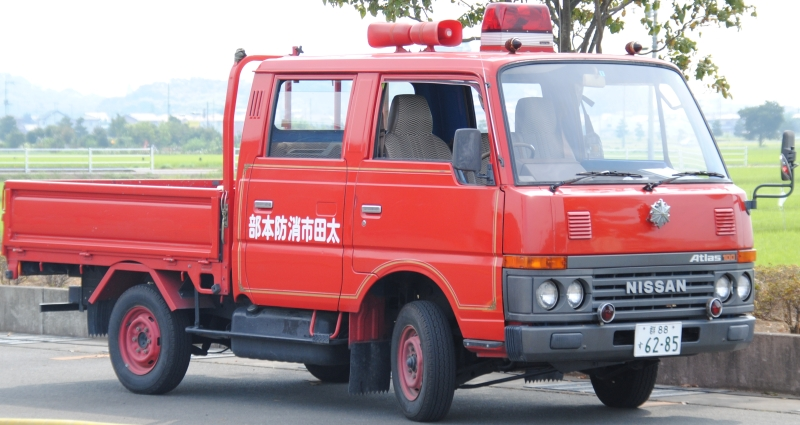
Nissan Atlas F22

### Друге покоління (F23) 08.2002-06.2007

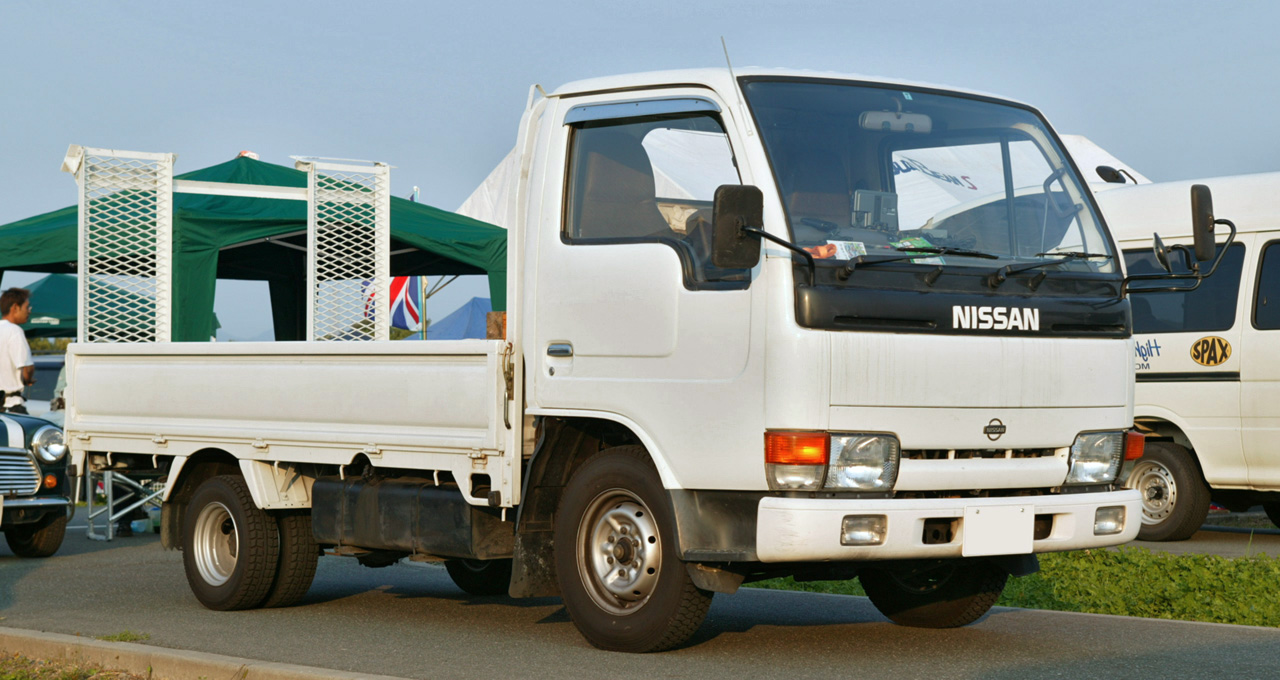
Nissan Atlas F23

## F-серії (вантажопідйомність 1т)

### Третє покоління (F24) з 2007

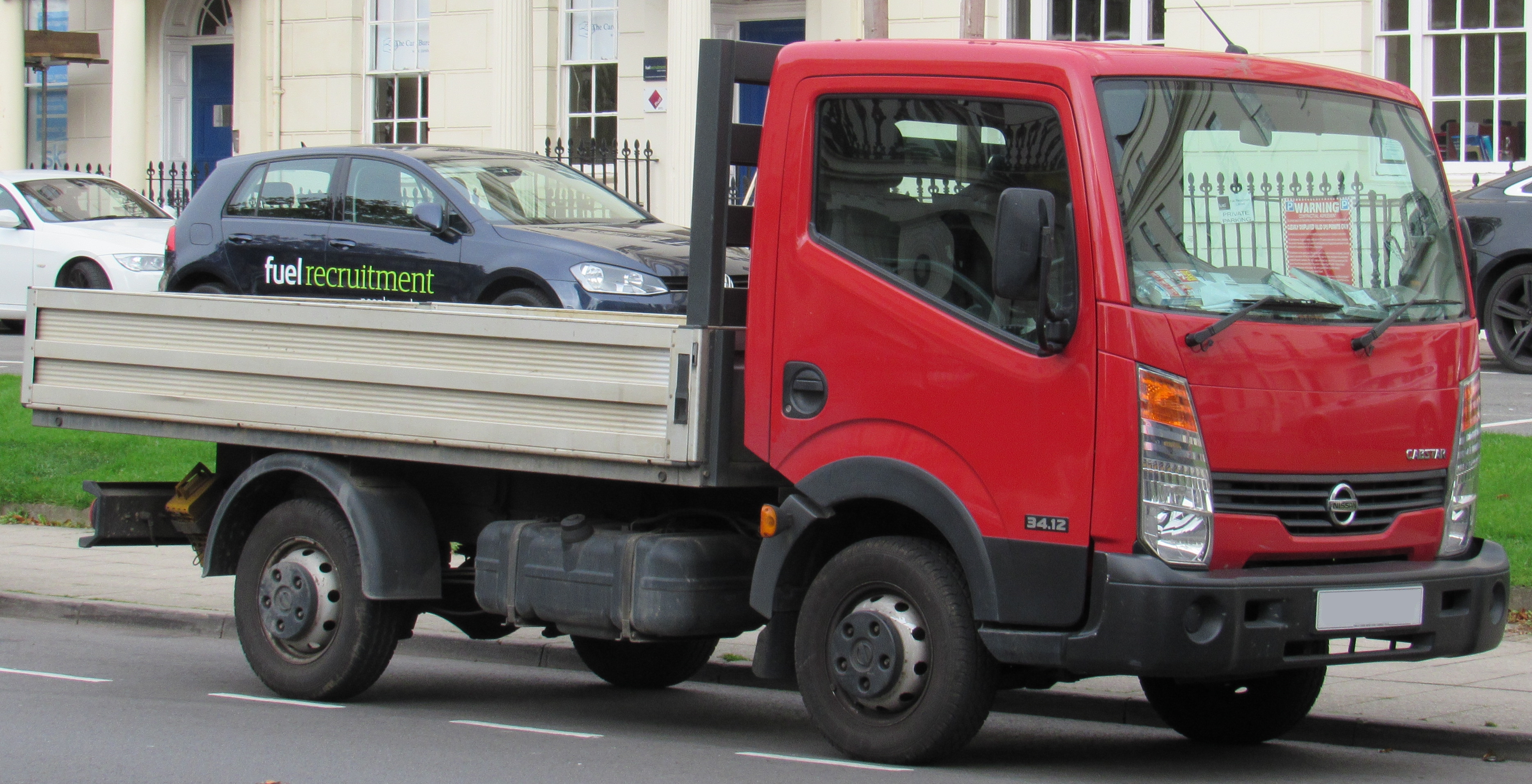
Nissan Cabster F24

Автомобіль після модернізації отримав назву Nissan NT400.

### Перше покоління (H40) 1981–1991

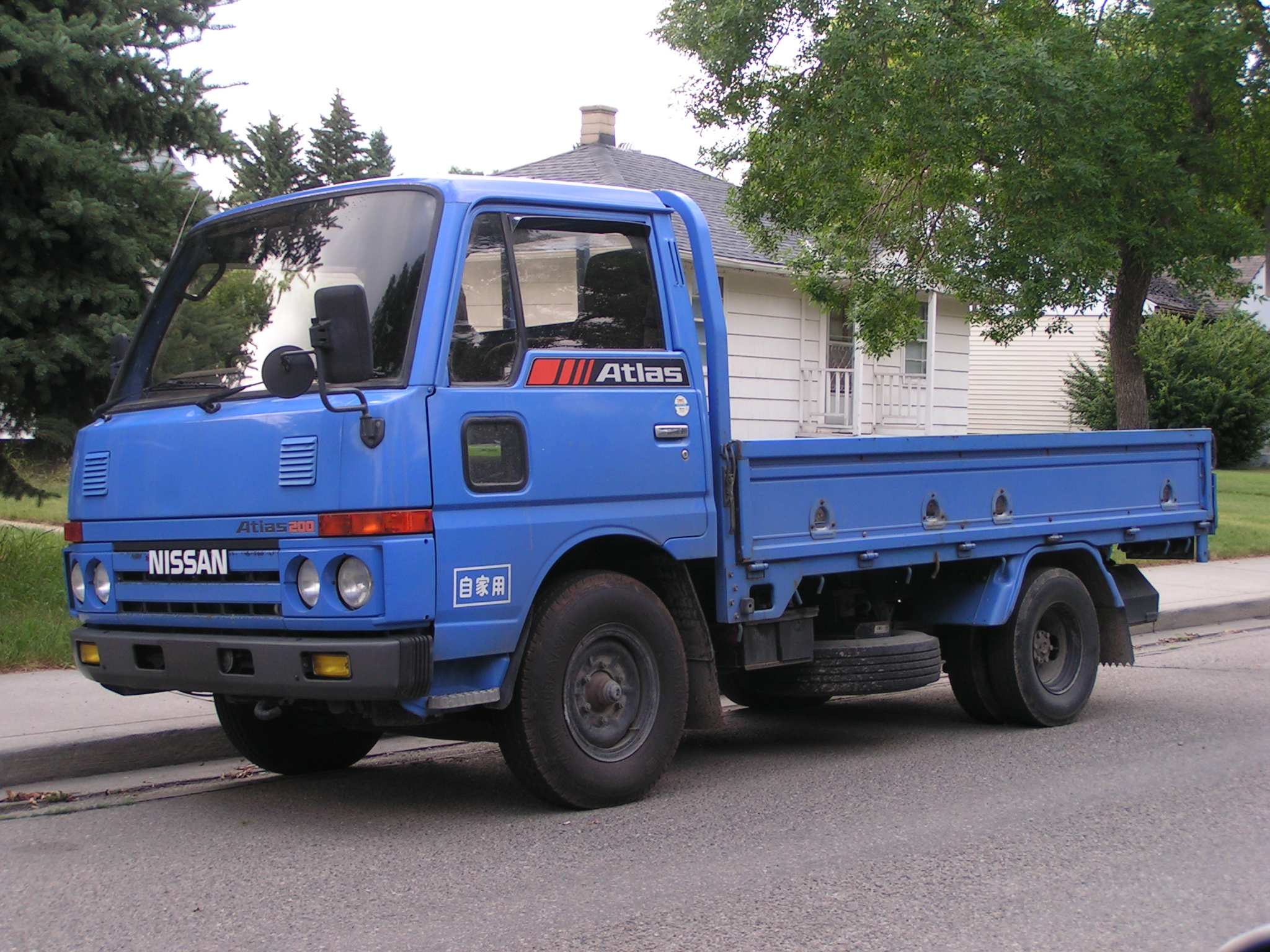
Nissan Atlas H40

### Друге покоління (H41) 1991–1995

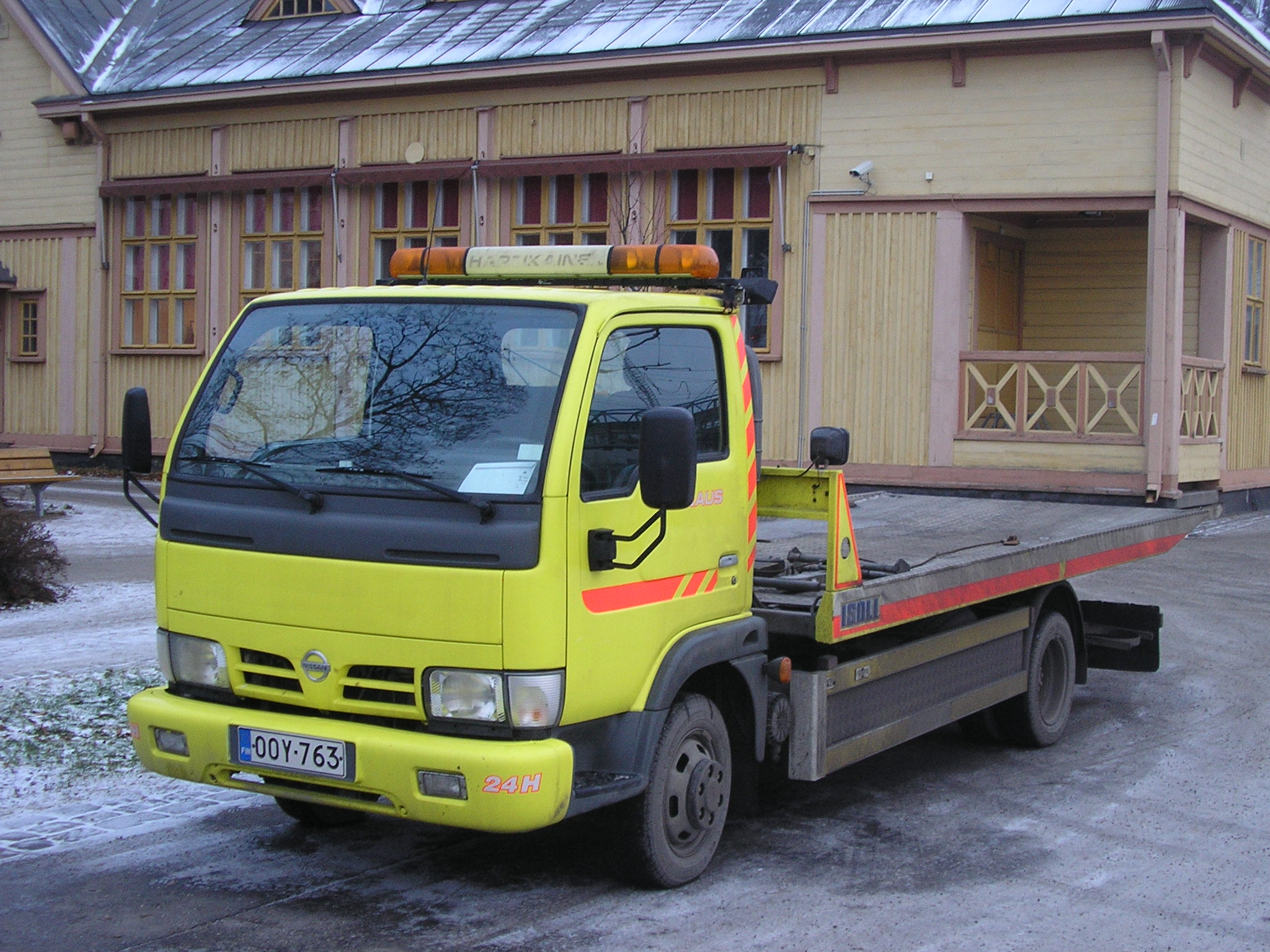
Nissan Atlas H41

## H-серії (вантажопідйомність 2-4т)

### Третє покоління (H42) 01.2004-06.2007

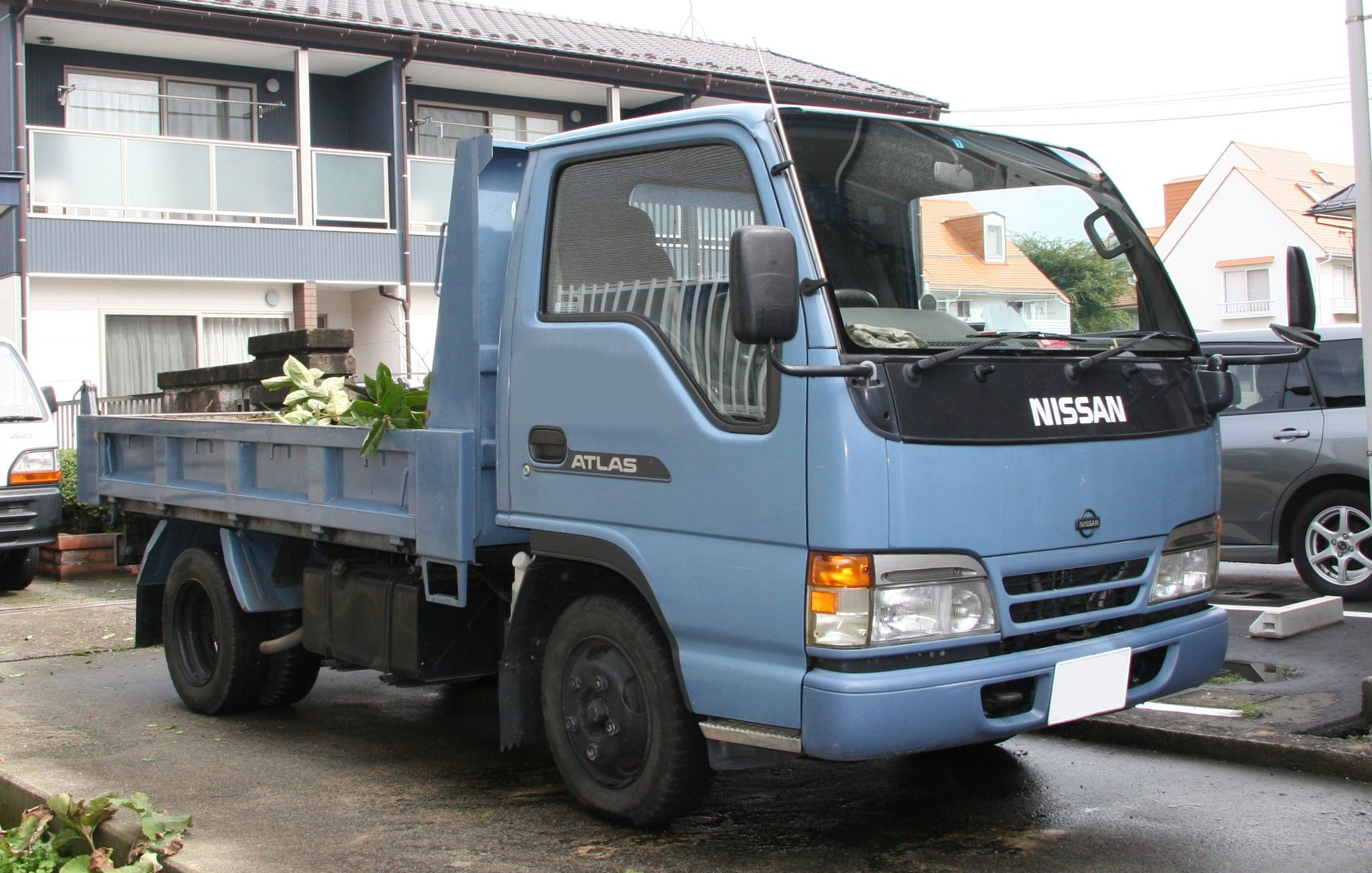
Nissan Atlas H42

Вантажівки Nissan Atlas третього покоління збираються для компанії Nissan фірмами Isuzu і Nissan Diesel, в Європі і США відомі під назвою Nissan Cabstar. Серія включає варіанти Atlas-10 вантажопідйомністю 1,0-1,5 т і Atlas-20 (2,0-3,5 т). зовні відрізняються оформленням кабін і одно-або двосхилими задніми колесами відповідно. Atlas-10 комплектують дизелями (2,7 л, 85 к.с. і 3,2 л, 105 к.с.) або бензиновим мотором (2,0 л, 120 к.с.), На моделі Atlas-20 використовуються безнаддувні дизелі (3,1 л; 4,8 л; 5,0 л, 94-155 к.с.) або газові мотори.

### Четверте покоління (H43) 2007–2012

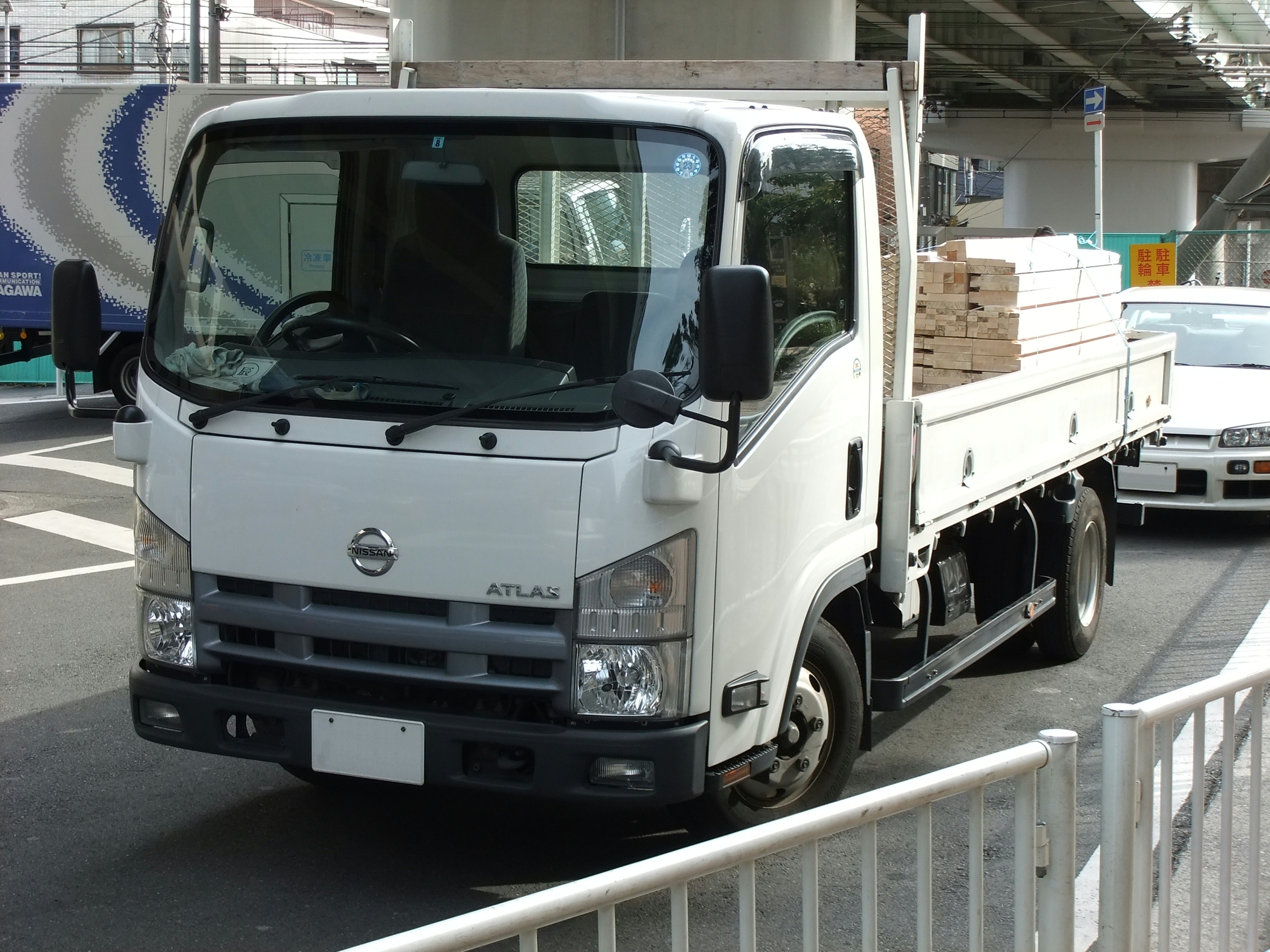
Nissan Atlas H43

В 2007 році представлено четверте покоління Nissan Atlas H-серії, яке розроблене на основі Isuzu Elf шостого покоління.

### П'яте покоління (H44) з 2012

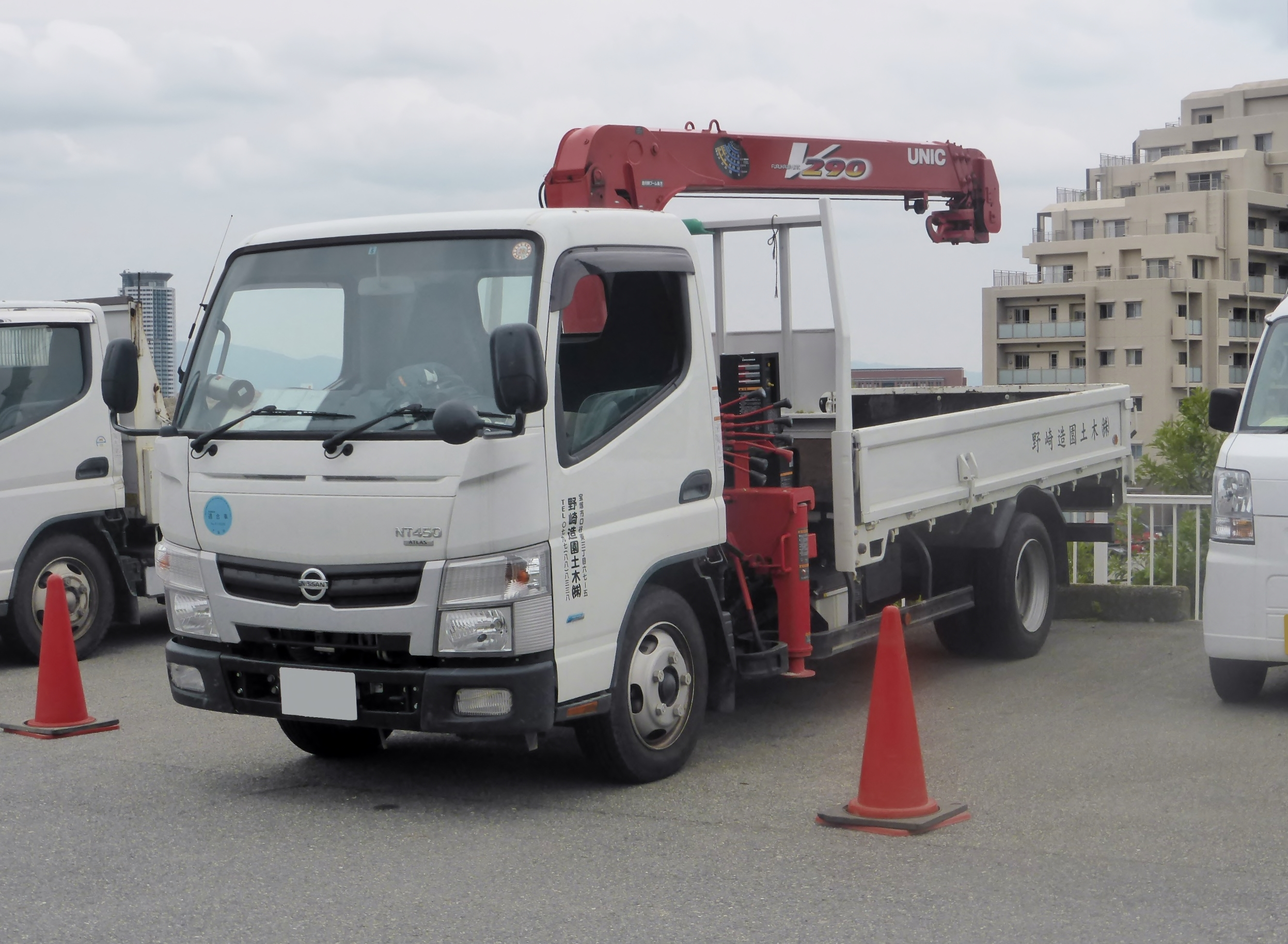
Nissan NT450 Atlas

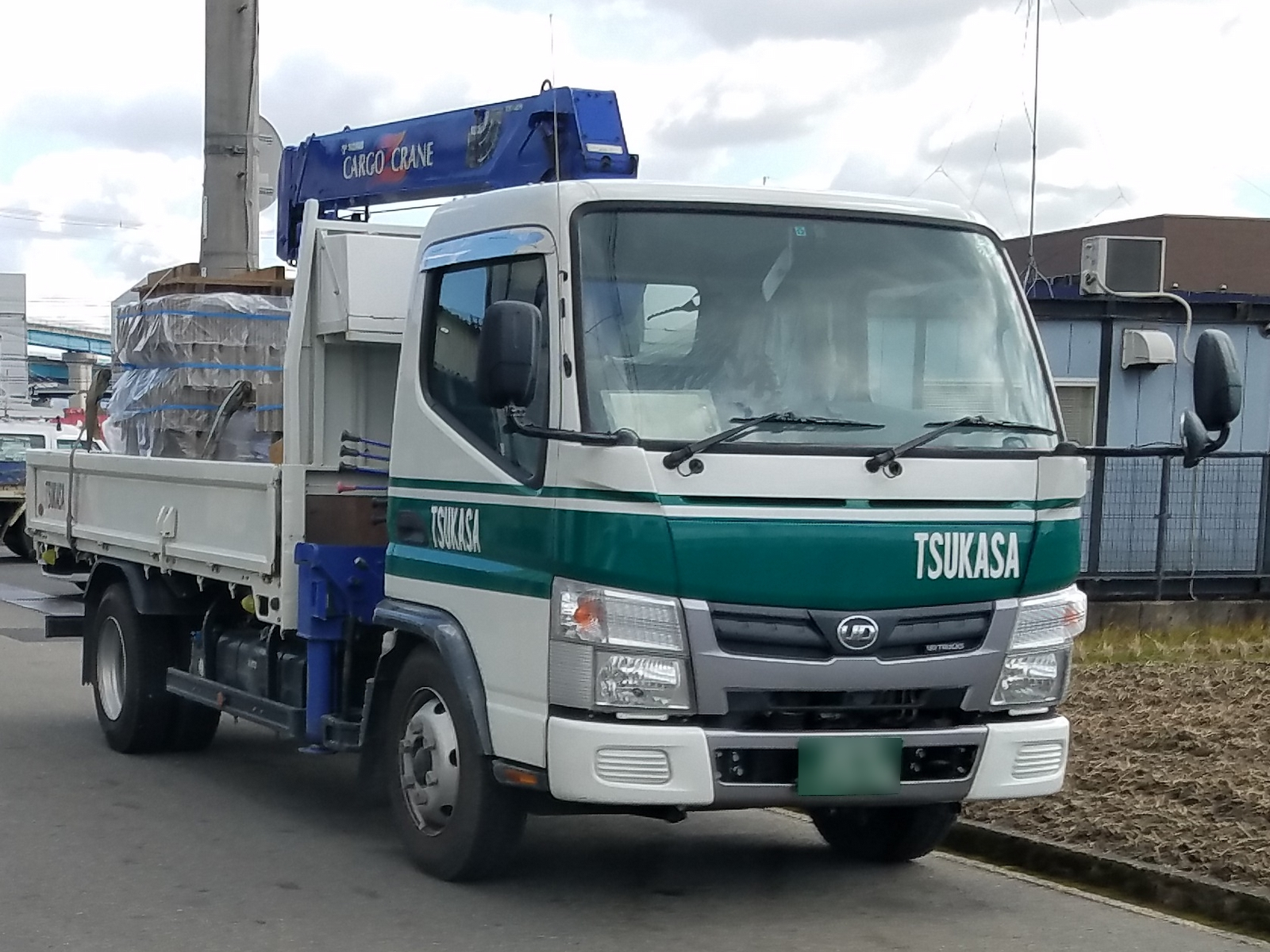
UD Kazet

В 2012 році представлено п'яте покоління Nissan Atlas (індекс H44), яке розроблене на основі Mitsubishi Fuso Canter восьмого покоління і називається тепер Nissan NT450 Atlas або UD Kazet (з 2014).